# Canarias Libre
Canarias Libre fue un movimiento nacionalista canario de izquierda creado en Canarias hacia el año 1959 y en él se integrará el grupo anticlerical denominado Iglesia Cubana y conocidos comunistas como Fernando Sagaseta, Carlos Suárez, Armando León o Andrés Alvarado, todos ellos posteriormente miembros del PCE; también intervendrán en su formación sectores ya vinculados al Partido Comunista de España, entre ellos Agustín Millares Sall.
Existe una serie de hechos que influyeron en el surgimiento de este grupo:
- La crisis del modelo agrícola con el surgimiento de un modelo económico que girará en torno al turismo y el éxodo del campo hacia el trabajo en la construcción o en la hostelería y servicios. Aparición de barrios marginales y chabolismo.
- La persistencia del fenómeno del «caciquismo».
- La falta de libertades durante la dictadura franquista.
- La ejecución de Juan García Suárez «El Corredera» en 1959.
- La Revolución cubana.
- El surgimiento de ETA en Euskal Herria.
- El inicio de los procesos de descolonización en el continente africano.

Si bien la orientación política de Canarias Libre no está totalmente definida,[cita requerida] y dentro del mismo se hallaban diversas tendencias, era un movimiento independentista de carácter socialista. Dentro de Canarias Libre también se observa una clara diferenciación entre los estibadores de la Isleta, y el sector que se integraría posteriormente en el PCE. En determinado momento llegará a plantearse la fusión de Canarias Libre con el Partido Comunista en Canarias si éste rompía con el Comité Central del PCE, formando un partido comunista canario independiente del español, pero ello es rechazado por los principales dirigentes del partido. 
Canarias Libre es un grupo que tendrá escasa incidencia, y apenas se organizará fuera de la isla de Gran Canaria (si exceptuamos algún pequeño grupo que se coordina en Tenerife en el que destaca el abogado laboralista Antonio Cubillo) sin embargo su importancia radica en que es el origen de grupos posteriores que sí tendrán una incidencia mayor en el Archipiélago Canario. 
La acción de Canarias Libre consistirá principalmente en la difusión de pasquines y panfletos, y la realización de pintadas. También crearán y difundirán el 7 de septiembre de 1961, la bandera canaria, blanca, azul y amarilla, surgida por la superposición de los colores de las banderas de las dos provincias. Con posterioridad, el MPAIAC añadirá a esta bandera siete estrellas verdes (que si bien posteriormente será adoptada por otras fuerzas políticas de distintas tendencias, en un primer momento la bandera de las siete estrellas verdes representará las reivindicaciones del independentismo). La bandera actual de la comunidad autónoma de Canarias es la creada por el Movimiento Canarias Libre, sin las estrellas verdes, con un tono de azul más oscuro, y con el añadido del escudo autonómico.
La falta de apoyo popular, la carencia de una experiencia organizativa y una serie de errores conducirán a la caída del Movimiento Canarias Libre. En 1962, en la víspera de un partido de fútbol, se realizarán una serie de pintadas en el Estadio Insular de Las Palmas de Gran Canaria, tras las cuales todo el grupo, a excepción de los núcleos obreros de la Isleta, es detenido. Tras su encarcelamiento, la mayoría de los integrantes de Canarias Libre se integrará en el PCE. En Tenerife, el grupo formado en torno a Antonio Cubillo será el que después dé origen al MPAIAC.